# Джулі Діллон
Джулі Діллон (англ. Julie Dillon; нар. 1982) — американська художниця, яка спеціалізується на науковій фантастиці та фентезі. Незалежна ілюстраторка, Джулі створювала зображення для ігор, обкладинки книг і журналів, а також обкладинки для музичних альбомів. Роботи Діллон п'ять разів номінувалися на премію Чеслі; вона отримала нагороду Чеслі 2010 року за найкращу неопубліковану кольорову роботу «Планетарне вирівнювання» (згодом опубліковану як обкладинка журналу Clarkesworld), а також нагороду Чеслі 2011 року за «Кінь Дала» за найкращу інтер'єрну ілюстрацію. Вона була номінована на Всесвітню премію фентезі як найкращий художник у 2012 році та отримала премію Г'юго як найкращий професійний художник у 2014, 2015 та 2017 роках. У 2015 році вона отримала дві нагороди Chesley Awards за найкращі ілюстрації для обкладинок журналу та книги в твердій палітурці. Діллон живе і працює в Каліфорнії.

## Життєпис
У 2005 році Джулі отримала ступінь бакалавра образотворчого мистецтва в Університеті штату Сакраменто, продовживши навчання в Університеті Академії мистецтв у Сан-Франциско та в ательє Watts.
В інтерв'ю 2009 року Джулі відзначила Альфонса Муху, Джона Фостера, Джона Вільяма Вотерхауса та Ендрю Джонса як художників, які вплинули на її творчість.
Діллон здійснила оформлення календаря Llewellyn Worldwide Astrology 2014.
У 2014 році Джулі успішно провела кампанію на Kickstarter для фінансування самостійного видання колекції фентезійного мистецтва під назвою Imagined Realms: Book 1. У 2015 році вона успішно провела кампанію на kickstarter для фінансування самостійного видання другої збірки на тему наукової фантастики під назвою Imagined Realms: Book 2.

## Нагороди та номінації
| Рік  | Нагорода                       | Категорія                                                  | Одержувач(і)                                      | Результат | Прим. |
| ---- | ------------------------------ | ---------------------------------------------------------- | ------------------------------------------------- | --------- | ----- |
| 2010 | Нагороди Чеслі                 | Неопублікований колір                                      | «Планетарне вирівнювання»                         | Перемога  | [ 5 ] |
| 2010 | Нагороди Чеслі                 | Кращий журнал мистецтва                                    | «Стільники»                                       | Номінація |       |
| 2010 | Міжгалактична медична виставка | Найкраща ілюстрація обкладинки                             | «Чарівник Ніколи-Ніколи з Апалачіколи»            | Перемога  | [ 6 ] |
| 2012 | Нагороди Чеслі                 | Найкраща ілюстрація інтер'єру                              | «Кінь Дала»                                       | Перемога  | [ 5 ] |
| 2012 | Всесвітня премія фентезі       | Кращий художник                                            | Джулі Діллон                                      | Номінація |       |
| 2013 | Премія Г'юго                   | Кращий професійний художник                                | Джулі Діллон                                      | Номінація | [ 7 ] |
| 2014 | Премія Г'юго                   | Кращий професійний художник                                | Джулі Діллон                                      | Перемога  | [ 8 ] |
| 2015 | Премія Г'юго                   | Кращий професійний художник                                | Джулі Діллон                                      | Перемога  |       |
| 2015 | Нагороди Чеслі                 | Найкраща ілюстрація для обкладинки журналу                 | «Аналог»                                          | Перемога  | [ 5 ] |
| 2015 | Нагороди Чеслі                 | Найкраща ілюстрація обкладинки — книга в твердій палітурці | «Тіні внизу: Антологія письменницьких виправдань» | Перемога  | [ 5 ] |
| 2017 | Всесвітня премія фентезі       | Кращий художник                                            | Джулі Діллон                                      | Номінація |       |

- Переможиця у номінаціях «Найкраща кольорова робота», «Найкращий художник» і «Найкраща виставка» на ArmadilloCon Art Show
- Входить до Spectrum 17, Spectrum 18 і Spectrum 19
- «Artificial Dreams» представлено як обкладинка до 20-ї річниці Corel Painter 12

### Помітні обкладинки
- «Сніг, скло, яблука» Ніла Ґеймана (розділ про Лабораторію Алхімії Чорного Фенікса)
- Crossed Genres, випуск 12 (листопад 2009)
- «Стільники», журнал Clarkesworld (вересень 2010)
- «Чарівник Ніколи-Ніколи з Апалачіколи», Джейсон Сенфорд — використано у випуску 20 InterGalactic Medicine Show (грудень 2010), а також на обкладинці InterGalactic Awards Anthology, Том I, обидва редаговані Едмундом Р. Шубертом та Орсоном Скоттом Кардом
- «Наутілі», журнал Clarkesworld (лютий 2011)
- «Золоте море», журнал Lightspeed (травень 2011)
- «Під поверхнею», Ніна Кірікі Гоффман — Випуск 25, Міжгалактична медична виставка (листопад 2011 р.)
- «Планетарне вирівнювання», журнал Clarkesworld (листопад 2011)
- «Прорив», журнал Clarkesworld (жовтень 2012)
- Luck of the Draw, автор Пірс Ентоні (грудень 2012)
- The Dark is Rising, Сьюзен Купер (червень 2013)
- Довго приховуване: Фантастика з маргінесу історії, редакція Роуз Фокс і Даніель Хосе Олдер (січень 2014)
- Stranger Things: Kamchatka випуск № 3, Майкл Моречі та Тодор Христов, варіант обкладинки (Dark Horse Comics, травень 2022)